# Повести Белкина
«По́вести поко́йного Ива́на Петро́вича Бе́лкина» — цикл повестей Александра Сергеевича Пушкина, состоящий из 5 повестей и выпущенный им без указания имени настоящего автора, то есть самого Пушкина.
Книга состоит из предисловия издателя и пяти повестей:
- «Выстрел»
- «Метель»
- «Гробовщик»
- «Станционный смотритель»
- «Барышня-крестьянка»

## История создания
«Повести Белкина» — первое завершённое прозаическое произведение Пушкина. Все повести написаны в селе Большое Болдино осенью 1830 года. Согласно датировке автора, повести закончены:
- «Гробовщик» — 9 сентября;
- «Станционный смотритель» — 14 сентября;
- «Барышня-крестьянка» — 20 сентября;
- «Выстрел» — 14 октября;
- «Метель» — 20 октября.

Предисловие «От издателя» датируется предположительно второй половиной октября или 31 октября — началом ноября 1830 года (см. комментарии Б. В. Томашевского к VI тому «Полного собрания сочинений в 6 томах»).
Впервые весь цикл повестей, включая «издательское» предисловие, был опубликован в книге «Повести покойного Ивана Петровича Белкина, изданные А. П.» (СПб., 1831).

## Иван Петрович Белкин
Иван Петрович Белкин — литературная маска, вымышленная Пушкиным: молодой помещик, занимавшийся на досуге сочинительством и умерший в 1828 году, 30 лет от роду от простудного заболевания. Помимо цикла повестей, Белкин выступил как автор хроники «История села Горюхина».

## От издателя
Вступление, содержащее якобы издательское пояснение и письмо  помещика, соседа Белкина, с рассказом о нём.
Издательское слово написано с долей юмора. Например, в начале вступления издатель пишет о письме: «Помещаем его безо всяких перемен и примечаний…», однако к письму далее добавлено два примечания и скрыта часть текста. Это создаёт игровой образ «простодушного» или «наивного» издателя, будто бы не заметившего противоречия в собственных словах. Также в письме написано: «…письмо Ваше от 15-го сего месяца получить имел я честь 23 сего же месяца…», но подписано оно 16 ноября — получается, что ответ был написан до получения самого письма.

## Художественные особенности
Пушкин писал каждую повесть в том или ином существующем к тому времени направлении в русской литературе: «Выстрел» — романтизм; «Метель», «Станционный смотритель» и «Барышня-крестьянка» — сентиментализм; «Гробовщик» — содержит элементы готической повести (романтизм). В произведениях легко уловима тема «маленького человека», проявляющаяся, например, в повести «Станционный смотритель». В советском литературоведении был сделан вывод о реалистичности «Повестей Белкина»: Пушкин «играет» типичными чертами того или иного направления, иронизируя над ними, тем самым приближая к реальности.

## Отзывы
Отношение современников ко всему циклу было весьма посредственное.

### Литературная критика
- Белый А. А. «Повести Белкина»: перипетии совести Архивная копия от 30 января 2011 на Wayback Machine // Московский пушкинист. Т. XII, М. ИМЛИ РАН. 2009. С. 316.
- В. Э. Вацуро. Повести покойного Ивана Петровича Белкина // В. Э. Вацуро. Записки комментатора. СПб., 1994. Архивная копия от 17 мая 2012 на Wayback Machine
- Вас. В. Гиппиус. Повести Белкина (1937) Архивная копия от 18 мая 2012 на Wayback Machine // В. В. Гиппиус. От Пушкина до Блока. М.; Л., 1966.
- Т. А. Китанина. Еще раз о «старой канве». (Некоторые сюжеты «Повестей Белкина») Архивная копия от 17 мая 2012 на Wayback Machine // Пушкин и мировая культура. СПб.; Симферополь, 2003.
- Тюпа В. И. К изучению юмора «Повестей Белкина» Архивная копия от 27 марта 2022 на Wayback Machine // Проблемы современного пушкиноведения: Межвузовский сборник научных трудов. Псков, 1991.
- В. Е. Хализев, С. В. Шешунова. Цикл А. С. Пушкина «Повести Белкина». — М.: Высшая школа, 1989.
- Шварцбанд С. М. История одной мистификации: (К вопросу о сущности образа И. П. Белкина) Архивная копия от 9 апреля 2016 на Wayback Machine // Вопросы русской, советской и зарубежной литературы. Новосибирск, 1971.
- Мина Полянская. «Проходящие злословили его…». «Скупой рыцарь» и «История села Горюхина» А. С. Пушкина // Зеркало Загадок, 1999, № 8, с. 44-48. Заметки по еврейской истории № 2 (161).